# Stor-Fisklöstjärnen
Stor-Fisklöstjärnen är en sjö i Åre kommun i Jämtland och ingår i Indalsälvens huvudavrinningsområde. Sjön har en area på 0,117 kvadratkilometer och ligger 509,6 meter över havet.

## Delavrinningsområde
Stor-Fisklöstjärnen ingår i det delavrinningsområde (704930-134365) som SMHI kallar för Utloppet av Häggsjön. Medelhöjden är 488 meter över havet och ytan är 29,61 kvadratkilometer. Räknas de 16 avrinningsområdena uppströms in blir den ackumulerade arean 127,77 kvadratkilometer. Mellanån (Sågån) som avvattnar avrinningsområdet har biflödesordning 3, vilket innebär att vattnet flödar genom totalt 3 vattendrag innan det når havet efter 344 kilometer. Avrinningsområdet består mestadels av skog (60 procent). Avrinningsområdet har 8,23 kvadratkilometer vattenytor vilket ger det en sjöprocent på 27,8 procent.